# Anversa degli Abruzzi
Anversa degli Abruzzi é uma comuna italiana da região dos Abruzos, província de Áquila, com cerca de 431 habitantes. Estende-se por uma área de 31 km², tendo uma densidade populacional de 14 hab/km². Faz fronteira com Bugnara, Cocullo, Ortona dei Marsi, Prezza, Scanno, Villalago.

## Demografia
| Variação demográfica do município entre 1861 e 2011                               |
|                                                                                   |
| Fonte: Istituto Nazionale di Statistica (ISTAT) - Elaboração gráfica da Wikipedia |

Pertence à rede das Aldeias mais bonitas de Itália.